# Reckless: El hilo de oro
Reckless. El hilo de oro (título original en alemán, Reckless. Das Goldene Garn), es la tercera entrega de la serie de novelas Reckless escrita por la autora de fantasía Cornelia Funke y publicada en 2015. 

## Lanzamiento
Originalmente el libro iba a ser titulado Teuflisches Silber o "Plata maldita" según lo anunciado por la editorial Dressler a mediados del 2014, pero al final se optó por "El hilo de oro" para dar nombre al tercer libro de la saga. La edición en español fue presentada en noviembre del 2015, en la Feria Internacional del Libro Infantil y Juvenil en la Ciudad de México. El tiraje de la edición del Fondo de Cultura Económica fue de 6600 ejemplares.